# 魏瑞宗
魏瑞宗（？—），別名魏奕辰，台灣通霄人，台灣藝術家。為台北藝術大學美術創作碩士，於崇右技術學院兼任講師。師從書法家于右任弟子李普同，主要創作草書及水墨畫作。

## 生平
- 1994年師從李普同學習“于右任標準草書”。
- 2008年於台北藝術大學美術創作研究所畢業，並於崇右技術學院兼任講師。
- 2009年任“湖光畫會”會長。
- 2010年任中國標準草書學會第七屆展覽組組長。
- 2012年任中國標準草書學會第八屆展覽組組長。

## 藝術個展
2014. 8  【意猶未盡-奕辰創作展】三總藝廊

2014. 7  【新文人畫-魏奕辰書畫創作展】三總藝廊

2012. 7  【文人書畫-魏奕辰作品展】三總藝廊

2011. 7  【魏奕辰老師作品展】 大眾銀行

2011. 2  【奕辰瑞宗書畫展】安廬藝術空間

2009. 9  【魏瑞宗油畫人物作品展】國防醫學院藝廊

2009. 8  【奕辰星畫初作探展 - 人物創作展】三總藝廊

2009. 8  【奕辰書畫作品展】國防醫學院藝廊

2009. 7  【奕辰瑞宗書畫作品展】三總藝廊

2008. 9  【奕辰畫作展】台北世貿三館

2008. 5  【奕辰之美-魏瑞宗百變創作展】美和藝術中心

2007. 10 【在繪畫人物中的書寫意象】三總醫院

2007. 6  【魏瑞宗老師作品展】國防醫學院藝廊暨圖書館

2007. 5  【魏瑞宗老師書畫作品展】國防醫學院藝廊暨圖書館

2007. 5  【魏瑞宗老師作品展】三總藝廊

2007. 5  【新視覺印象-魏瑞宗新創繪畫展】關渡 春天悅灣

2007. 4  【時間 記憶-魏瑞宗創作發表展】台北藝術大學 地下美術館

2007. 2  【魏瑞宗創作精品展】孟焦畫坊

2003. 2  【視覺饗宴-魏瑞宗作品展】台北捷運-忠孝復興藝文廊

## 藝術聯展
2015【湖光畫會會員展】          台北市社教館

2015【于門四傑暨流派展】        大陸南京

2014【于右任書法傳承暨名家書法展】淡江大學

2014【于門四傑暨流派展】        日本高崎

2014【清明公祭軒轅黃帝 海峽兩岸名家書畫聯展】大陸西安

2014【于門一脈 國際書法展暨名家交流展】基隆文化中心

2014【身-呼吸 人體作品鑑賞展】  九鼎藝廊

2014【中國標準草書學會作品展】  國父紀念館

2013【當代國畫薪傳展】          九鼎藝廊

2013【破界 九鼎藝術家聯展】     九鼎藝廊

2013【湖光畫會會員展】          台北市社教館

2012【中國標準草書學會作品展】  國父紀念館

2011【心太平室書會書法聯展】    三總藝廊

2010【中國標準草書學會作品展】  國父紀念館

2010【心太平室書會書法聯展】    高雄市文化中心

2009【藝術家作品聯展】          美和藝術中心

2008【中國標準草書學會作品展】  國父紀念館

2006【中國標準草書學會作品展】  國父紀念館

2004【中國標準草書學會作品展】  國父紀念館

2004【心太平室書會書法聯展】    中正紀念堂

2003【心太平室書會書法聯展】    基隆市文化中心

2002【中國標準草書學會作品展】  中正紀念堂

2001【心太平室書會書法聯展】    國父紀念館

2000【中國標準草書學會作品展】  國父紀念館

1999【紀念于右任誕辰一百二十週年-中日書法聯展】大陸-臺灣-日本

1998【中華民國工筆畫學會會員作品展】國父紀念館

1998【中華書道學會會員作品展】      國父紀念館

1997【中華書道學會會員作品展】      國父紀念館

1997【中國標準草書學會會員作品展】  國父紀念館

1997【中華民國工筆畫學會會員作品展】國父紀念館

1996【中華民國工筆畫學會會員作品展】國父紀念館

1995【中華民國工筆畫學會會員作品展】國父紀念館

1994【中華民國工筆畫學會會員展暨海峽兩岸國畫交流展】國父紀念館